# Шумилихин, Иван Михайлович
 Ива́н Миха́йлович Шумили́хин  (13 июня 1914 — 18 апреля 1945) — командир 1430-го лёгкого артиллерийского полка (37-я лёгкая артиллерийская бригада, 17-я артиллерийская дивизия прорыва, 38-я армия, 1-й Украинский фронт). Подполковник. Герой Советского Союза.

## Биография
Родился 3 июня 1914 года в деревне Титово в крестьянской семье. Окончил 7 классов. Учился в Гдовском механическом техникуме. В Красную Армию призван в 1933 году. В 1936 году окончил Ленинградское артиллерийское училище. В 1939 году участвовал в освободительном походе советских войск в Западную Украину и Западную Белоруссию. Участник советско-финской войны.

#### Великая Отечественная война
На фронте — с первых дней войны. Воевал на Брянском, Волховском, 1-м Украинском фронтах.
В октябре 1943 года командир 1430-го лёгкого артиллерийского полка подполковник Шумилихин в период боёв за правый берег Днепра, действуя с 309-й стрелковой дивизией, под пулемётным огнём переправился на правый берег и огнём своего полка отразил неоднократные атаки противника. 12 и 21 октября, действуя в боевых порядках, огнём своей артиллерии обеспечил продвижение пехоты 569-го стрелкового полка.
18—20 ноября 1943 года в боях у населённых пунктов Хомутец и Краковщина при отражении атак танков противника подполковник Шумилихин лично командовал огнём батарей своего полка. Благодаря умелой организации боя командиром полка, было уничтожено свыше 30 единиц бронетехники противника, взято в плен 16 немцев.
Указом Президиума Верховного Совета СССР от 1 июля 1944 года за образцовое выполнение боевых заданий Командования на фронте борьбы с немецкими захватчиками и проявленные при этом отвагу и геройство подполковнику Шумилихину Ивану Михайловичу присвоено звание Героя Советского Союза с вручением ордена Ленина и медали «Золотая Звезда».
18 апреля 1945 года подполковник Шумилихин, преследуя отступающего противника, действовал в боевых порядках пехоты. Противник, укрепившись на подступах к реке Шпрее южнее населённого пункта Гросс-Дюбен, препятствовал продвижению пехоты советских войск. Подполковник Шумилихин, выдвинув одну батарею на прямую наводку в 200—300 м от противника, лично руководил боем, расстреливая в упор укрепившегося противника. После 30-минутного боя противник был разбит. В этом бою Герой Советского Союза Шумилихин погиб.
В апреле 1945 года за отличное руководство боевыми действиями полка в боях за Силезию Герой Советского Союза подполковник Шумилихин командиром 17-й артиллерийской Киевско-Житомирской дивизии Волкенштейном был представлен к званию дважды Героя Советского Союза. Командующим артиллерией 1-го Украинского фронта Варенцовым было подписано заключение о награждении орденом Отечественной войны 1-й степени.
Похоронен во Львове на холме Славы.

## Награды
- Медаль «Золотая Звезда» (01.07.1944)[3];
- орден Ленина (01.07.1944);
- два ордена Красного Знамени (28.12.1943[2]; 08.03.1945[6]);
- орден Отечественной войны I степени (1945), первоначально был представлен к званию дважды Героя Советского Союза[4];
- орден Отечественной войны II степени (09.11.1943)[7];
- орден Красной Звезды (19.08.1942)[8];
- медали.